# Futbol'nyj Klub Dinamo Stavropol'
Il Futbol'nyj Klub Dinamo Stavropol, meglio noto come Dinamo Stavropol, è una società calcistica russa con sede nella città di Stavropol'.

## Storia
Fondata nel 1924, ha preso parte ai campionati nazionali sovietici a partire dal 1957: in quell'anno cambiò nome in Trudovye Rezervy. Partecipò alla Klass B, seconda serie del Campionato sovietico di calcio, finendo ultimo nel girone della zona 1. Chiamato Spartak tra il 1958 e il 1961, i suoi risultati andarono via via migliorando, ma nel 1962, a causa della riforma dei campionati, fu retrocesso in Klass B (nome che a quel punto designava la terza serie del campionato), nonostante il quarto posto finale.
Ripreso il tradizionale nome di Dinamo, dopo tre stagioni in terza serie al termine della stagione 1965 fu ammesso in seconda serie, nel frattempo rinominata Vtoraja Gruppa A: vi rimase fino al 1969, quando, dopo un dodicesimo posto, fu collocato in terza serie. Dopo dieci anni vinse il girone della zona 3 di Vtoraja Liga, tornando in seconda serie; il ventitreesimo posto in Pervaja Liga 1981 costò una nuova retrocessione. Tre anni più tardi, nel 1984, vinse prima il girone della zona 3 di Vtoraja Liga e poi il Girone 3 di play-off, tornando in Pervaja Liga.
Rimase in questa categoria fino alla dissoluzione dell'Unione Sovietica, ottenendo come massimo risultato un quarto posto nel 1989. Con la nascita del Campionato russo di calcio la neonata massima serie fu costituito dalle squadre russe che avevano partecipato alle prime due serie sovietiche nel 1991. Tra questi c'era anche la Dinamo Stavropol che così partecipò per la prima volta ai massimi livelli.
Finito nono nel Girone A, riuscì a salvarsi nel girone di play-out; l'anno seguente riuscì ad ottenere una salvezza senza passare attraverso i play-out, ma nel 1994 finì quindicesimo, retrocedendo. Cinque anni più tardi, nel 1999 terminò al ventunesimo posto in seconda serie, scendendo ulteriormente di categoria.
Dal 2000-2004 ha partecipato alla terza divisione nel Girone sud: nel 2004 riuscì a vincere il campionato e ad ottenere l'accesso alla seconda serie, ma non riuscì a parteciparvi: nel 2005, infatti, gli è stato negato la licenza professionista, e fu quindi costretto a ripartire dai dilettanti.
Tornato tra i professionisti già nel 2006, nel 2009 non ha partecipato al campionato di terza divisione per problemi finanziari, sostituito dallo Stavropol'e-2009; è ripartita dalla terza serie nella stagione 2010, fondendosi con lo stesso Stavropol'e-2009.

## Palmarès
- Vtoraja Liga: 2

1979 (Girone 3), 1984 (Girone 3)
- Pervenstvo Professional'noj Futbol'noj Ligi: 1

2004 (Girone Sud)
- Kubok PFL: 1

2004

## Statistiche e record

### Partecipazione ai campionati

#### Unione Sovietica
| Livello | Categoria        | Partecipazioni | Debutto | Ultima stagione | Totale |
| ------- | ---------------- | -------------- | ------- | --------------- | ------ |
| 2º      | Klass B          | 6              | 1957    | 1962            | 19     |
| 2º      | Vtoraja Gruppa A | 4              | 1966    | 1969            | 19     |
| 2º      | Pervaja Liga     | 9              | 1980    | 1991            | 19     |
| 3º      | Klass B          | 3              | 1963    | 1965            | 15     |
| 3º      | Vtoraja Gruppa A | 1              | 1970    | 1970            | 15     |
| 3º      | Vtoraja Liga     | 12             | 1971    | 1984            | 15     |

#### Russia
| Livello | Categoria       | Partecipazioni | Debutto   | Ultima stagione | Totale |
| ------- | --------------- | -------------- | --------- | --------------- | ------ |
| 1º      | Vysšaja Liga    | 1              | 1992      | 1994            | 3      |
| 2º      | Pervaja liga    | 3              | 1995      | 1997            | 5      |
| 2º      | Pervyj divizion | 2              | 1998      | 1999            | 5      |
| 3º      | Vtoroj divizion | 11             | 2000      | 2011-2012       | 19     |
| 3º      | PPF Ligi        | 8              | 2013-2014 | 2020-2021       | 19     |